# Рочева, Нина Петровна
Ни́на Петро́вна Ро́чева (в девичестве — Селю́нина) (13 октября 1948, Покшай, Уржумский район, Кировская область, РСФСР, СССР — 8 января 2022) — советская лыжница, призёр зимних Олимпийских игр 1980 года, чемпионка мира, 3-кратная чемпионка СССР, заслуженный мастер спорта СССР (1974).

## Спортивная карьера
Окончила Марийский государственный педагогический институт. Заслуженный работник культуры Марийской АССР, заслуженный работник физической культуры РФ.
- Серебряный призёр зимних олимпийских игр 1980 (эстафета 4x5 км).
- Чемпионка мира 1974 (эстафета 4x5 км).
- Бронзовый призёр чемпионата мира 1978 (эстафета 4x5 км).
- 3-кратная чемпионка СССР: 30 км (1978), эстафета 4x5 км (1978, 1980).

## Семья
Муж — Василий Рочев;

Сыновья — Василий Рочев мл. и Анатолий Рочев, многократный чемпион и призёр чемпионатов России по лыжным гонкам;

Дочь — Ольга Щучкина (в девичестве — Рочева);

Невестка (жена старшего сына Анатолия) — Ольга Рочева (в девичестве — Москаленко).

## Награды
- Медаль «За трудовое отличие» (9.04.1980)[3]